# Trigonura townesi
Trigonura townesi är en stekelart som beskrevs av T.C. Narendran 1989. Trigonura townesi ingår i släktet Trigonura och familjen bredlårsteklar. Inga underarter finns listade i Catalogue of Life.